# Omloop van het Hageland 2015
De 11e editie van de Belgische wielerwedstrijd Omloop van het Hageland werd gehouden op 8 maart 2016. De start en aankomst lagen in Tielt-Winge. Het was de tweede manche van de Lotto Cycling Cup 2015. De Belgische Jolien D'Hoore won de sprint van de kopgroep voor de Nederlandse Chantal Blaak en de Zweedse Sara Mustonen.

## Uitslag
| Plaats  | Naam                | Ploeg                           | Tijd     |
| ------- | ------------------- | ------------------------------- | -------- |
| Winnaar | Jolien D'Hoore      | Wiggle Honda                    | 3u03'16" |
| 2       | Chantal Blaak       | Boels Dolmans                   | z.t.     |
| 3       | Sara Mustonen       | Liv-Plantur                     | z.t      |
| 4       | Coryn Rivera        | Verenigde Staten                | z.t      |
| 5       | Janneke Ensing      | Parkhotel Valkenburg            | z.t.     |
| 6       | Sheyla Gutiérrez    | Lointek                         | z.t.     |
| 7       | Lauren Kitchen      | Hitec Products                  | z.t.     |
| 8       | Amy Pieters         | Liv-Plantur                     | z.t.     |
| 9       | Chloe Hosking       | Wiggle Honda                    | z.t.     |
| 10      | Tatiana Guderzo     | Hitec Products                  | + 6"     |
| 11      | Evelyn Stevens      | Boels Dolmans                   | + 8"     |
| 12      | Amalie Dideriksen   | Boels Dolmans                   | +1'07"   |
| 13      | Kaat Van der Meulen | Lensworld.eu - Zannata          | +1'07"   |
| 14      | Monique van de Ree  | De Jonge Renner Ladies          | +1'07"   |
| 15      | Roxane Fournier     | Poitou-Charentes.Futuroscope.86 | +1'07"   |
| 16      | Hanna Nilsson       | Autoglas Wetteren               | +1'07"   |
| 17      | Christina Siggaard  | Matrix Fitness                  | +1'07"   |
| 18      | Eileen Roe          | Wiggle Honda                    | +1'07"   |
| 19      | Emilie Moberg       | Hitec Products                  | +1'07"   |
| 20      | Jermaine Post       | Parkhotel Valkenburg            | +1'07"   |

2005 · 2006 · 2007 · 2008 · 2009 · 2010 · 2011 · 2012 · 2013 · 2014 · 2015 · 2016 · 2017 · 2018 · 2019 · 2020 · 2021 · 2022 · 2023 · 2024 · 2025